# Стеффе, Джованни
Джованни Стеффе (итал. Giovanni Steffè; 8 марта 1928, Копер, Королевство Италия — 19 октября 2016, Рекко, Италия) — итальянский гребец академического стиля, серебряный призёр летних Олимпийских игр в Лондоне (1948).

## Биография
Выступал за клуб C.C. Libertas из Копера, который тогда находился в Словении. В феврале 1947 г. югославская милиция ворвалась в гребной клуб и конфисковала все лодки. Чтобы продолжить тренировки спортсмен вместе со своим напарником  Альдо Тарлао начал ездить на велосипеде в клуб Dopolavoro Ferroviario. В том же году они стали чемпионами Италии в двойках как в младшем, так и в старшем дивизионах. Вскоре после этого они заняли второе место на чемпионате Европы в Люцерне.
На летних Олимпийских играх в Лондоне (1948) он становится обладателем серебряной медали в заездах двоек распашных с рулевым.  После завершения Игр он переехал в Геную и совместные выступления с Тарлао завершились. Через года они уже встретились, но как соперники и экипаж Тарлао оказался сильнее. В следующий раз они оказались вместе лишь в 2007 г. на мероприятии, где присутствовали все бывшие лигурийские олимпийцы. 